# Illeana Douglas
Illeana Douglas (Quincy, 25 juli 1965) is een Amerikaans actrice en regisseuse. Zij won in 2000 een Golden Satellite Award voor haar rol in de komedieserie Action. Daarnaast werd ze genomineerd voor een Emmy Award voor haar gastrol in Six Feet Under en voor een Saturn Award voor haar spel in de film To Die For. Hesselberg gebruikt Douglas als artiestennaam, de achternaam van haar grootvader en tweevoudig Oscar-winnaar Melvyn Douglas.
Douglas houdt zich behalve met acteren sinds vrijwel direct na haar debuut ook bezig met regisseren, het schrijven van scripts en sinds 2002 tevens produceren. Zodoende is ze ook de bedenker van de in september 2008 gestarte komedieserie Easy to Assemble. Hierin speelt Douglas zichzelf, maar dan in een fictionele realiteit waarin ze Hollywood achter zich laat om een gewoon leven na te jagen, maar daar amper tot niet de kans voor krijgt van haar omgeving.
Douglas trouwde in 1998 met producent Jonathan Axelrod, maar hun huwelijk eindigde in 2001 in een echtscheiding.

## Filmografie
*Exclusief televisiefilms
Als actrice:
| - Unleashed (2016) - The Late Bloomer (2016) - Return to Sender (2015) - Mega Shark vs. Kolossus (2015) - Pearly Gates (2015) - Road Hard (2015) - All Stars (2014) - She's Funny That Way (2014) - Sister (2014) - The Boxcar Children (2014, stem) - It's Dark Here (2013) - A Country Christmas (2013) - Dark Around the Stars (2013) - Max Rose (2013) - Chez Upshaw (2013) - Knots (2011) - The Green (2011) - Life Is Hot in Cracktown (2009) - April Showers (2009) - The Year of Getting to Know Us (2008) - Otis (2008) - Walk the Talk (2007) - Order Up (2007) - The List (2007) - Expired (2007) - Osso Bucco (2007) - Factory Girl (2006) - Bondage (2006) - The Californians (2005) - Alchemy (2005) - Surviving Eden (2004) - Missing Brendan (2003) | - The Kiss (2003) - The Adventures of Pluto Nash (2002) - The New Guy (2002) - Dummy (2002) - Ghost World (2001) - The Next Best Thing (2000) - Rockin' Roller Coaster (1999) - Stir of Echoes (1999) - Message in a Bottle (1999) - Can't Stop Dancing (1999) - Happy, Texas (1999) - The Thin Pink Line (1998) - Hacks (1997) - Picture Perfect (1997) - Flypaper (1997) - Wedding Bell Blues (1996) - Grace of My Heart (1996) - Boy Crazy, Girl Crazier (1996) - To Die For (1995) - Search and Destroy (1995) - Judgement (1995) - Quiz Show (1994) - The Perfect Woman (1993) - Grief (1993) - Household Saints (1993) - Alive (1993) - Cape Fear (1991) - Guilty by Suspicion (1991) - Goodfellas (1990) - New York Stories (1989) - The Last Temptation of Christ (1988) - Hello Again (1987) |

Als regisseuse:
- Supermarket (2004, kortfilm)
- Devil Talk (2003, kortfilm)
- Boy Crazy, Girl Crazier (1996, kortfilm)
- Everybody Just Stay Calm (1994, zestig minuten)
- The Perfect Woman (1993, kortfilm)

## Televisieseries
*Exclusief eenmalige gastrollen
- The Skinny - Jacqueline (2016, vijf afleveringen)
- Chasing Life - Mariann Russo (2015, twee afleveringen)
- Welcome to Sweden - Nancy (2014-2015, zes afleveringen)
- Entourage - Marcie (2010-2011, twee afleveringen)
- The Cape - Netta Stilton (2011, twee afleveringen)
- The Temp Life - Eve Randall (2010-2011, vijf afleveringen)
- Easy to Assemble - Illeana (2009-2011, twaalf afleveringen)
- Ugly Betty - Sheila (2007, drie afleveringen)
- Shark - Gloria Dent (2006-2007, twee afleveringen)
- Crumbs - Shelley (drie afleveringen)
- Six Feet Under - Angela (2001-2005, twee afleveringen)
- Law & Order: Special Victims Unit - Gina Bernardo (2002-2003, drie afleveringen)
- The Drew Carey Show - Rachel Murray (2001, twee afleveringen)
- Action - Wendy Ward (1999, dertien afleveringen)

- Bibliothèque nationale de France: cb14172913n (data)
- Gemeinsame Normdatei: 1082054658
- International Standard Name Identifier: 0000 0001 1439 0511
- Library of Congress Control Number: no00085990
- MusicBrainz: 342f898a-b385-49c4-ab44-78743eab4221
- Nationale Bibliotheek van Tsjechië: xx0156193
- Nationale Bibliotheek van Israël: 987007436195905171
- Nationale Bibliotheek van Polen: a0000001618063
- Système universitaire de documentation: 155537008
- Virtual International Authority File: 19230848
- WorldCat: E39PBJxMmBhbJtHvYpRv3rbPQq